# Lingue giudeo-italiane
Le lingue giudeo-italiane o italkit sono una famiglia di lingue giudeo-romanze comprendenti tutti i dialetti parlati dagli ebrei d'Italia, di Corsica e di Corfù. Il termine "giudeo-italiano" fu introdotto da Lazaro Belleli nel 1904 e ripreso da Giuseppe Cammeo e Umberto Cassuto nel 1909.

## Storia delle comunità ebraiche in Italia

### Origini e periodo romano
Le prime tracce di presenza ebraica nella penisola italiana risalgono all'epoca della Repubblica Romana, probabilmente ancora prima della conquista della Giudea da parte di Pompeo nel 63 a.C. A quell'epoca, esistevano già comunità ebraiche a Roma e in altre città dell'Italia, come testimoniano ritrovamenti archeologici e fonti storiche. 
Inizialmente, la lingua parlata dagli ebrei in Italia era il greco, all'epoca la lingua franca del Mediterraneo orientale, o il latino, senza evidenze di un uso diffuso dell'ebraico o dell'aramaico come lingue vernacolari. L'integrazione nella società romana fu relativamente rapida, con gli ebrei che acquisirono lo status di cittadini e parteciparono attivamente alla vita economica e culturale.
Tuttavia, il rapporto tra ebrei e autorità romane conobbe anche momenti di tensione, soprattutto in concomitanza con le rivolte in Giudea, come la Prima (66-73 d.C.) e la Terza (132-135 d.C.) guerra giudaica. Nonostante ciò, a differenza di quanto accadde per i culti pagani e i movimenti considerati eretici, nessun imperatore romano arrivò a decretare il bando della religione ebraica.
Anzi, nella società tardoantica gli ebrei continuarono a godere di uno status giuridico particolare, che garantiva loro una certa autonomia nella gestione degli affari interni alle comunità. Questa condizione di relativa tolleranza fu sancita anche da imperatori cristianissimi come Costantino e Teodosio I: pur emanando leggi che limitavano alcuni diritti degli ebrei e li escludevano dalle cariche pubbliche, essi non misero mai in discussione la liceità della religione ebraica in quanto tale.

### Medioevo ed età moderna
Con la caduta dell'Impero romano d'Occidente e l'affermarsi dei regni romano-barbarici, la situazione delle comunità ebraiche in Italia iniziò lentamente a mutare. Sotto i Goti e i Longobardi, gli ebrei mantennero inizialmente le funzioni economiche e lo status giuridico ereditato dall'epoca tardoantica, ma con il progressivo radicarsi del Cristianesimo nella società la loro condizione peggiorò.
La svolta in senso restrittivo si produsse nel IV secolo con la cristianizzazione dell'Impero romano. Pur non subendo le persecuzioni sistematiche riservate a pagani ed eretici, gli ebrei videro gradualmente ridotti i propri diritti e furono sottoposti a crescenti discriminazioni e restrizioni, come il divieto di costruire nuove sinagoghe, di possedere schiavi cristiani, di accedere alle cariche pubbliche e alle professioni legali. 
Nel Medioevo, il destino delle comunità ebraiche fu legato alle alterne vicende dei rapporti con il Papato e con le autorità politiche locali. In generale, si può dire che la situazione degli ebrei fosse migliore nell'Italia meridionale, soprattutto durante i periodi di dominio islamico o normanno, rispetto all'Italia centro-settentrionale, dove furono vittime di violenze, espulsioni, conversioni forzate.
È in epoca medievale che si collocano le prime testimonianze dell'uso di varietà linguistiche giudeo-italiane, principalmente in manoscritti di argomento religioso come volgarizzamenti biblici e preghiere. La lingua di questi testi mostra già chiaramente i tratti tipici dei dialetti giudeo-italiani: base romanza con influenze dell'ebraico e dell'aramaico, e presenza di arcaismi e forestierismi.
Con l'inizio dell'età moderna la situazione delle comunità ebraiche italiane andò ulteriormente peggiorando. Furono colpite dalle espulsioni dei sefarditi dai domini spagnoli tra il 1492 e il 1541, che provocarono migrazioni forzate nell'Italia meridionale e da lì verso il centro-nord della penisola. 
A ciò si aggiunse la creazione dei ghetti a partire dal XVI secolo, che confinò gli ebrei in aree circoscritte delle principali città, sottoponendoli a rigide limitazioni dei diritti e delle attività economiche. Le uniche eccezioni furono il Granducato di Toscana, in particolare Livorno, e in misura minore lo Stato della Chiesa. Paradossalmente, la creazione dei ghetti favorì la preservazione delle lingue e delle tradizioni ebraiche, che si conservarono in modo più puro rispetto all'esterno.

### Emancipazione e declino
L'Illuminismo e l'età napoleonica segnarono l'inizio di un processo di progressiva emancipazione per le comunità ebraiche italiane. La prima città a concedere agli ebrei la parità di diritti fu Trieste nel 1781, seguita da Roma durante la Repubblica Romana del 1798-1799. Tuttavia, fu solo con l'unità d'Italia che si arrivò a una piena parificazione giuridica.
Lo Statuto Albertino del 1848, esteso a tutta Italia nel 1861, sancì infatti la libertà di culto e l'uguaglianza di tutti i cittadini di fronte alla legge, eliminando le ultime discriminazioni formali. Gli ebrei italiani aderirono con entusiasmo al processo risorgimentale, vedendo nel nuovo Stato unitario la garanzia per una piena integrazione nella società.
L'emancipazione ebbe effetti contrastanti sulle lingue giudeo-italiane: da un lato favorì l'italianizzazione degli ebrei e l'abbandono dei dialetti come segno di una raggiunta parità, dall'altro permise una circolazione più libera di opere e idee che portò a una fioritura della letteratura giudeo-italiana, spesso in chiave nostalgica o satirica.
Tra la fine del XIX secolo e l'inizio del XX secolo, le comunità ebraiche italiane conobbero profonde trasformazioni in senso "borghese" e laico: crebbero i matrimoni misti, l'inurbamento, l'accesso all'istruzione superiore, la partecipazione alla vita politica. Tutti fenomeni che accelerarono la perdita delle tradizioni linguistiche e culturali.
L'apice di questo processo di assimilazione si ebbe durante il fascismo, quando molti ebrei aderirono inizialmente al regime. Tuttavia, con l'emanazione delle leggi razziali nel 1938, essi si trovarono improvvisamente esclusi dalla vita pubblica e sottoposti a una rigida discriminazione che fu il preludio alle persecuzioni della Shoah.
La tragedia della seconda guerra mondiale, in cui i nazisti con la complicità dei fascisti deportarono e sterminarono circa un quinto della popolazione ebraica italiana, segnò uno spartiacque anche dal punto di vista linguistico. Molte comunità furono decimate o si dispersero, e i sopravvissuti nei decenni successivi subirono un'ulteriore assimilazione.
Nel secondo dopoguerra, con la scomparsa dell'ultima generazione di parlanti nativi, le varietà giudeo-italiane si avviarono a un rapido declino. La loro conoscenza attiva divenne appannaggio di pochi anziani, mentre le generazioni più giovani persero definitivamente questo patrimonio, in parallelo con quanto accadde ai dialetti italiani locali. 
Oggi le parlate giudeo-italiane sono pressoché estinte come lingue d'uso, e sopravvivono solo in ambiti molto ristretti, come la liturgia o il folklore. Negli ultimi decenni è tuttavia cresciuto l'interesse per il loro studio e la loro documentazione da parte di linguisti e storici, nel tentativo di recuperare e valorizzare questa peculiare eredità della cultura ebraica italiana.

## Tratti comuni delle lingue giudeo-italiane
Le parlate giudeo-italiane, pur nella loro varietà, presentano alcuni tratti comuni che le accomunano ad altre lingue della diaspora ebraica e le distinguono dai dialetti italiani coevi. Tra questi possiamo citare:
- Una forte influenza, diretta o indiretta, dell'ebraico. Essa si manifesta non solo a livello lessicale, con l'incorporazione di numerosi prestiti e calchi, ma anche morfologico e sintattico. Tipico è l'uso di prefissi e suffissi ebraici per formare neologismi o di costruzioni verbali modellate sull'ebraico biblico e rabbinico. Il ricorso all'ebraico era particolarmente frequente per esprimere concetti legati alla sfera religiosa e comunitaria.

- Una spiccata conservatività rispetto alle varietà romanze circostanti. I dialetti giudeo-italiani tendono a mantenere tratti arcaici che nel frattempo sono stati abbandonati o modificati dalle parlate locali. Questo si spiega con la condizione di relativo isolamento in cui vivevano le comunità ebraiche, che favoriva il mantenimento di forme linguistiche più conservative. Tali arcaismi possono riguardare la fonetica, la morfologia o il lessico.

- La presenza di "relitti" di fasi linguistiche precedenti, legate alla storia migratoria delle comunità. Non è raro trovare nei dialetti giudeo-italiani tracce di varietà romanze o di altre lingue con cui gli ebrei sono entrati in contatto nel corso dei secoli. Per esempio, il giudeo-livornese conserva ancora oggi numerosi prestiti dal giudeo-spagnolo, retaggio delle ondate migratorie sefardite in Toscana. Similmente, il giudeo-ferrarese mostra influssi del giudeo-provenzale e del francese antico.

Altri tratti caratteristici delle lingue giudeo-italiane sono:
- La tendenza alla creazione di parole ibride, combinando radici semitiche con morfemi romanzi o viceversa. Ne sono un esempio i numerosi verbi formati da una base lessicale ebraica con l'aggiunta di desinenze verbali italiane (es. dabberare = parlare).

- L'uso di un sistema grafico peculiare, basato sull'alfabeto ebraico, per scrivere i testi nelle varietà giudeo-italiane. Questa pratica, diffusa fino all'Ottocento, riflette il prestigio e il valore identitario attribuito all'ebraico come lingua sacra e di cultura.

- La specializzazione semantica di alcuni termini, che nelle parlate giudeo-italiane assumono significati specifici legati alla vita comunitaria e religiosa. Così, per esempio, scola indica la sinagoga e non genericamente la scuola.

## Principali varietà
- Giudeo-piemontese
- Giudeo-veneziano[3]
- Giudeo-corfiota
- Giudeo-mantovano[4][5]
- Giudeo-modenese
- Giudeo-ferrarese
- Giudeo-reggiano[6]
- Giudeo-fiorentino
- Bagitto o Giudeo-livornese
- Giudeo-triestino
- Giudeo-corso
- Giudeo-romanesco: sviluppatosi dal XVI secolo con l'istituzione del ghetto di Roma, incorpora termini ebraici su base romanesca, analogamente a yiddish e giudeo-veneziano.[7]

### Lascito lessicale
Nonostante la progressiva scomparsa delle parlate giudeo-italiane, diversi termini di origine ebraica sono entrati nell'uso comune dei dialetti regionali e dell'italiano standard, spesso attraverso la mediazione dei gerghi e delle lingue furbesche delle grandi città.
Tra gli esempi più noti possiamo citare:
- Fasullo, diffusosi dal giudeo-romanesco all'italiano standard, deriva dall'aggettivo ebraico pasul, che significa "non valido, difettoso, illegittimo". In italiano ha assunto il significato di "falso, contraffatto, non autentico".

- Sciamannato, anch'esso di origine giudeo-romanesca, probabilmente risale all'ebraico siman, "segno, contrassegno". Il termine potrebbe far riferimento ai segni distintivi che gli ebrei erano costretti a portare sugli abiti in epoca medievale e moderna. In italiano è passato a indicare una persona trasandata, mal vestita.

## Il termine “giudeo-italiano”
Il glottonimo giudeo-italiano è di coniazione accademica e relativamente tardiva. In inglese, il termine giudeo-italiano fu usato per la prima volta da Lazaro Belleli nel 1904 per il suo articolo Judæo-Greek and Judæo-Italian nella Jewish Encyclopedia (vol. 7, 310-313) nel quale descriveva le lingue degli ebrei di Corfù. In italiano, Giuseppe Cammeo si riferì a un Gergo giudaico-italiano nel suo articolo Studj dialettali (Vessilo Israelitico 57 (1909); il primo termine appare a p.169) del 1909. Lo stesso anno, Umberto Cassuto usò il termine giudeo-italiano come si legge nel seguente frammento del suo lavoro:
«Infatti, mentre è universalmente nota l’esistenza di un dialetto giudeo-tedesco, quasi nessuno sospetta oltr'alpe che gli ebrei italiani abbiano pure, o almeno abbiano avuto, non dirò un loro dialetto, ma almeno una loro parlata con peculiari caratteri. Certo, praticamente l’importanza di essa, limitata all’uso quotidiano di poche migliaia di persone, è pressoché nulla di fronte a quella del giudeo-tedesco, il quale è parlato da milioni di individui che bene spesso non conoscono altra lingua, ed ha una propria letteratura, un proprio giornalismo, un proprio teatro, sì da assumere quasi l’importanza di una vera e propria lingua a sé… è pressoché nulla, se si vuole, anche a paragone di altri dialetti giudaici, del giudeo-spagnuolo ad esempio, che sono più o meno usati letterariamente; è vero tutto questo, ma dal punto di vista linguistico tanto vale il giudeo-tedesco, quanto il giudeo-italiano, se così vogliamo chiamarlo, giacché di fronte alla scienza glottologica le varie forme del parlare umano hanno importanza di per sé e non per il numero di persone che le usano o per le forme d’arte in cui vengono adoperate. Piuttosto, una notevole differenza fra il giudeo-tedesco e il giudeo-italiano, che ha valore anche per il riguardo scientifico, è che, mentre quello è tanto diverso dalla lingua tedesca da costituire un dialetto a sé stante, questo invece non è essenzialmente una cosa diversa dalla lingua d’Italia, o dai singoli dialetti delle varie provincie d’Italia…»; 256: «… era naturale che il gergo giudeo-italiano in breve volger di tempo sparisse…» (Umberto Cassuto, “Parlata ebraica.” Vessillo Israelitico 57 (1909): 255-256)

## Analogie con altre lingue ebraiche
Il giudeo-italiano condivide alcuni tratti lessicali con altre lingue ebraiche, in particolare quelle sviluppatesi in contesto romanzo come il giudeo-provenzale, il giudeo-spagnolo e lo stesso yiddish.
Un esempio è l'uso del termine "scola" per indicare la sinagoga, in contrapposizione a "scuola" nel senso di istituzione educativa. Questo uso risale al latino "schola" (assemblea, riunione) e si ritrova non solo in giudeo-italiano, ma anche in giudeo-provenzale e in yiddish (שול - "shul").
Tali analogie lessicali si spiegano con l'origine comune di queste lingue nell'ebraico e nell'aramaico rabbinici, e con la storia di contatti e migrazioni delle comunità ebraiche attraverso l'Europa medievale e moderna. Esse testimoniano l'esistenza di una koinè linguistica e culturale ebraica che trascendeva i confini regionali.